# Sorin Lerescu

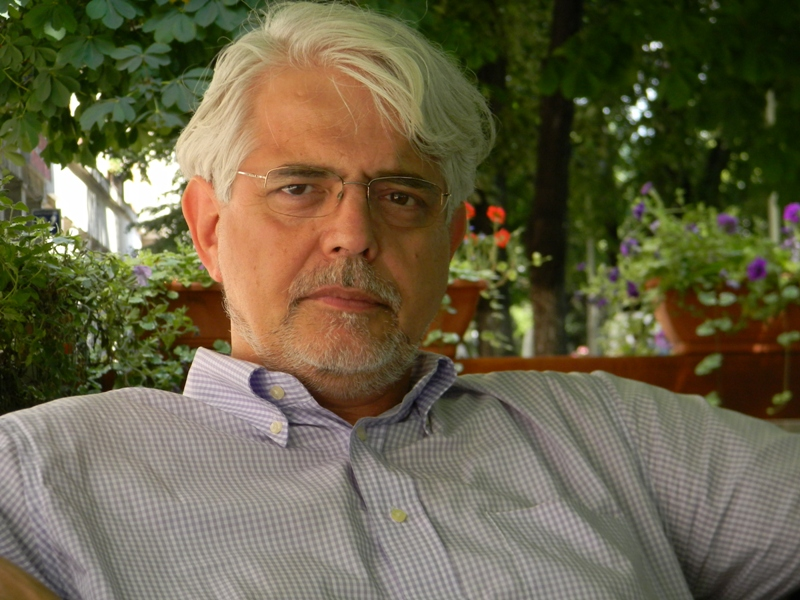
Sorin Lerescu (2010)

Sorin Lerescu (* 14. November 1953 in Craiova, Kreis Dolj) ist ein rumänischer Komponist.

## Leben
Lerescu studierte an der Nationalen Musikuniversität Bukarest bei Tiberiu Olah und Anatol Vieru und danach bei Ton de Leeuw, Brian Ferneyhough und Morton Feldman.
1982 gründete er die Gruppe für Neue Musik TRAIECT. Seit 1997 ist er künstlerischer Leiter des von ihm gegründeten Festivals Întîlnirile Muzicii Noi in Brăila. Zwischen 2003 und 2013 Präsident der rumänischen Abteilung der International Society for Contemporary Music (ISCM). Außerdem ist er Mitglied der Société des auteurs, compositeurs et éditeurs de musique (SACEM).
Seit 1983 leitete er die Musiksektion der Volksuniversität "Ioan I. Dalles" von Bukarest und unterrichtete Kontrapunkt, Harmonielehre und Musikanalyse am Musiklyzeum Dinu Lipatti. Seit 2002 unterrichtete er Kontrapunkt und Komposition an der Fakultät für Kunst, Spiru Haret Universität in Bukarest.
2001 gab er ein Kompositionsseminar am Istituto Musicale „Achille Peri“ von Reggio nell’Emilia. 2003 gehörte er zur internationalen Jury bei der Vergabe des Kompositionspreises der Fondazione Valentino Bucchi in Rom an, wo er eine Meisterklasse in Komposition übernahm. Mitglied der Internationalen Jury der ISCM-CASH Young Composer Award 2006 in Stuttgart (Deutschland). Präsident der Internationalen Jury für Komposition in Plovdiv (Bulgarien) (2008) und Mitglied der Internationalen Jury für Komposition in Sofia (Bulgarien) (2010, 2013) und Curitiba (Brasilien) (2011).
2004 und 2009 war er künstlerischer Leiter der Săptămâna Internațională a Muzicii Noi in Bukarest. Zwischen 2005 und 2012 leitete er Internationales Festival MERIDIAN, Zilele SNR-SIMC in Bukarest.

## Werke
- Legende für Kammerensemble, 1977
- Divertisment für Klarinette solo, 1977
- Aer Marin für Violine, 1977
- Streichquartett Nr. 1, 1978
- Sonate für Flöte und Klavier, 1978
- Modalis I für Orchester, 1979
- Cantata I für drei Instrumentalgruppen, Tenor, Bariton und Vokalgruppe, 1979
- Musik für Saxophon und Schlagzeug, 1980
- Actio für Violine solo, 1980
- Piano-Canto für Klavier, 1980
- Ambiante für Streichorchester, 1981
- O Oră de Iubire, Liedzyklus nach Gedichten von Gheorghe Tomozei, 1981–82
- Phonologos II für Tasteninstrument, Posaune, Kontrabass, Schlagzeug und Tonband, 1983
- Sunet-Formă-Culoare I für Instrumente und Tonband, 1983
- Solo-Multipli für Klarinette, 1983
- Phonologos III für Orgel oder Klavier, 1984
- Proportions für Flöte, 1984
- 1. Sinfonie, 1984
- Solo-Multipli für Soloinstrumente, 1985
- Modalis II, Konzert für Flöte und Orchester, 1986
- 2. Sinfonie, 1987
- Cantata II für Solisten, gemischten Chor und Orchester, 1988
- Configurații – Streichquartett Nr. 2, 1988
- Phonologos IV für sechs Instrumente, 1991
- Suono-Tempo für neun Instrumente, 1991
- Reflex-Quattro für Saxophonquartett, 1992
- Eikona für sieben Instrumente, 1993
- Phonologos V für sieben Instrumente, 1993
- Sax-Etudes für Daniel Kientzy, 1993
- 3. Sinfonie, 1994
- Les Jeux sont faits für Instrumentalensemble, 1995
- Reflex 5 für Perkussionsgruppe, 1996
- Phonologos I für Instrumentalgruppen, 1996
- Side Show für Posaune und Kammerensemble, 1997
- Urmuzica, Oper, 1998
- Tempero für Klarinette, Schlagzeug und Tonband, 1999
- Doppio... für Instrumentalensemble, 1999
- 4. Sinfonie mit Orgel, 2001
- Momente für Streichorchester, 2001
- Austral für Klarinette, 2001
- Sailing für sieben Instrumente, 2002
- Proportions II für Flöte und Kammerensemble, 2002
- (Dis)continuum für Instrumentalensemble und Tonband, 2003
- Voices für Flöte, Klarinette, Posaune und Schlagzeug, 2003
- Sax-Concerto für Saxophon und Orchester, 2004
- Soul Trio für Alt-Saxophon, Viola und Klavier, 2005
- Modalis III – Konzert für Flöte und Orchester Flöte, 2006
- Topos für 14 Instrumentalisten, 2006
- Geöffnete Augen für Instrumentalensemble, 2007
- Soli Insieme für Flöte, Schlagzeug und Klavier, 2007
- Fjord für Flöte, Schlagzeug und Klavier, 2007
- Venice-Rio für einen Schlagzeuger und Tonband, 2008
- Voici, venir... für Altsaxophon, 2008
- Échantillons für Instrumentenquintett, 2009
- Side by Side – Doppelkonzert für Saxophon(e), Viola und Orchester, 2010
- Impressions – Streichquartett Nr. 3, 2010
- Solitude für Violine und Klavier, 2011
- Guaratuba für Solo-Tuba, 2011
- Simple für Solo-Klarinette, 2011
- 5. Sinfonie ("Träume"), 2012
- Phonologos VI für zwei Akkordeons, 2012
- Suono Tempo II für Kammerensemble, 2012
- Portrait imaginaire für Mezzosopran, Saxophon und Klavier, 2013
- Relatio für  Tenor, Flöte, Klarinette, Cello und Klavier, 2014
- 6. Sinfonie, 2015
- Sunet-Formă-Culoare II für zwölf Instrumente und Elektronik, 2016